# Altaiberghoen
Het altaiberghoen (Tetraogallus altaicus) is een vogel uit de familie der fazantachtigen (Phasianidae). De wetenschappelijke naam van de soort werd voor het eerst geldig gepubliceerd in 1836 door Friedrich-August von Gebler.

## Kenmerken
Altaiberghoenders bereiken een lengte tussen de 58 en 65 cm en het gewicht kan variëren tussen de 2,5 en 3 kg. De kop, nek, hals en borst zijn lichtgrijs, met een donkergrijze pet. Heeft daarnaast een witte of lichtgele wenkbrauwstreep en een bleke keelvlek. De mantel, stuit en staart zijn donkerbruin met lichte vlekken. De bovenvleugels zijn donkergrijs, met uitzondering van de grote dekveren die bleek oplichten in de vlucht. Heeft daarnaast een vuilwitte buik met zwartbruine dij-veren.

## Broeden
Het broedseizoen valt tussen eind maart en april. Een nest wordt gebouwd in een nis tussen rotsen, waar de vrouwtjes maximaal negen lichtgekleurde eieren met bruine spikkels leggen. Het vrouwtje vangt in begin mei aan met het leggen van eieren en deze worden gedurende 28 dagen door haar geïncubeerd. Het mannetje blijft in die tijd in de buurt van het vrouwtje. De kuikens verschijnen doorgaans vanaf begin juni.

## Voedsel
Altaiberghoenders voeden zich met scheuten, zaden en wortels van bergplanten, maar ook bladeren en knoppen van berken en wilgen, vlinderbloemigen, mossen, naalden en zaden van dennen.

## Biotoop
Altaiberghoenders komen voor op steile hellingen, rotsachtige gebieden en bergtoendra op hoogten tussen de 1.500 en 3.000 meter. Ze leven in het grootste deel van het jaar op zuidelijke en zuidoostelijke hellingen van bergen. Op schaduwrijke berghellingen met mossen en korstmossen worden ze alleen in de zomer aangetroffen. In het voorjaar tijdens het baltsseizoen roepen de mannetjes vooral in de ochtend- en avonduren vanaf kliffen, richels en rotsen. Hun zang is tot half juni te horen. 's Winters houden altaiberghoenders zich vooral op tegen de boomgrens op de zuidelijke hellingen van bergen.

## Voorkomen
Het altaiberghoen komt binnen Rusland voor in het Altajgebergte, Westelijke Sajan, Tannoe-Olagebergte en het oostelijke deel van de Oostelijke Sajan. Binnen Mongolië komt de soort voor in de Mongoolse Altaj, Gobi-Altaj, Changaigebergte, Hentigebergte en de bergen rondom Hövsgöl Nuur. Binnen Kazachstan komt de soort alleen voor in het uiterste noordoosten van het land, in het Altajgebergte.

## Natuurlijke vijanden
Natuurlijke vijanden van het altaiberghoen zijn grote roofvogels; vooral de steenarend (Aquila chrysaetos). In mindere mate worden ze ook gepredeerd door wolven (Canis lupus), sabelmarters (Martes zibellina) en veelvraten (Gulo gulo).

## Beschermingsstatus
Op de Rode Lijst van de IUCN staan altaiberghoenders als niet bedreigd geclassificeerd.